# Numia timandrata
Numia timandrata är en fjärilsart som beskrevs av W. Warren 1907. Numia timandrata ingår i släktet Numia och familjen mätare. Inga underarter finns listade i Catalogue of Life.